# Далга (предприятие)
Научно-производственное предприятие «Далга» — основана в 1936 году, специализируется на производстве навигационной техники для кораблей.

## История
- Создание в 1936 году
- С 1939 году на территории нынешнего НПП «Далга» функционировал сборочно-наладочный участок завода «Красное Сормово».
- В 1956 году на базе этого участка был создан Научно-исследовательский институт, который в 1966 г. был переименован в Бакинский электромеханический институт (БЭМИ)
- В 1982 году было создано Научно-производственное объединение (НПО) «НОРД».
- В 2006 года на базе НПО «НОРД» было создано НПП «Навигационные системы».
- В 2008 году предприятие переименовано в НПП «Далга».

## Деятельность
Основные направления деятельности:
- разработка научно-технических проектов в области навигации, связи и информации;
- создание, производство и технический сервис морских навигационных систем;
- создание и производство специализированных систем обработки информации, навигации, связи;
- создание и производство диагностических систем для навигационных средств.
- усовершенствование, наладка, настройка, ремонт систем навигации и связи;
- проведение испытаний на стойкость средств навигации, связи и других технических средств на климатические и механические воздействия;
- создание источников солнечной электрической энергии;
- разработка и производство систем управления, измерения и контроля для нефтяных платформ и станций;
- разработка и изготовление контрольно-измерительных систем по индивидуальному заказу.